# Tordenskjold (Halvorsen)
Tordenskjold was een samenwerking van schrijver Jacob Breda Bull en componist Johan Halvorsen. De eerste uitvoering vond plaats in het Nationaal Theater in Oslo op 26 maart 1901, Halvorsen leidde het orkest van het theater.
Bull had een toneelstuk geschreven over de Deens/Noorse marinieman Peter Wessel Tordenskjold. Het toneelstuk werd opgevoerd vanaf maart 1901 met begeleidende muziek van Halvorsen. Uit de totale muziek werden twee liederen popupair in de noordelijke landen: Sangen om Ivar Huitfeldt en Danebrogsang. De rest van de muziek leek verloren te gaan, maar Halvorsen haalde uit zijn muziek een suite. De muziek is aangepast aan het tijdperk waarin het toneelstuk zich afspeelt en leunt daarom meer op de barok dan op de romantiek.

## Opbouw
Die suite bestaat uit drie delen:
1. Rigaudon
2. Tordenskjold gaat over tot actie (Tordenskjold udi action)
3. Begrafenismars (Sorgemarsch)

Deze muziek wordt soms aangevuld met de Festivalmars, die eigenlijk voor een ander doeleinde werd geschreven, maar er goed bij past als afsluiting.

## Bezetting
Halvorsen schreef de suite voor:
- 2 dwarsfluiten (II ook piccolo), 2 hobo’s, 2 klarinetten, 2 fagotten
- 4 hoorns, 2 trompetten, 3 trombones, 1 tuba
- pauken, 1 man/vrouw percussie
- violen, altviolen, celli, contrabassen

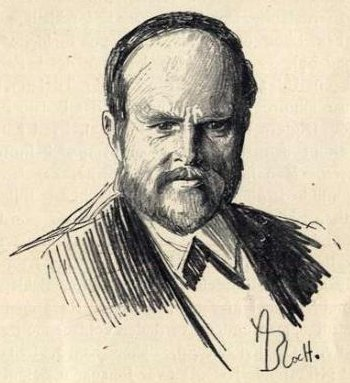
Jacob Breda Bull